# Лекарят от село Безводно
„Лекарят от село Безводно“ е български документален филм от 1971 година, по сценарий и режисура на Боян Папазов.